# Wielka Baszta

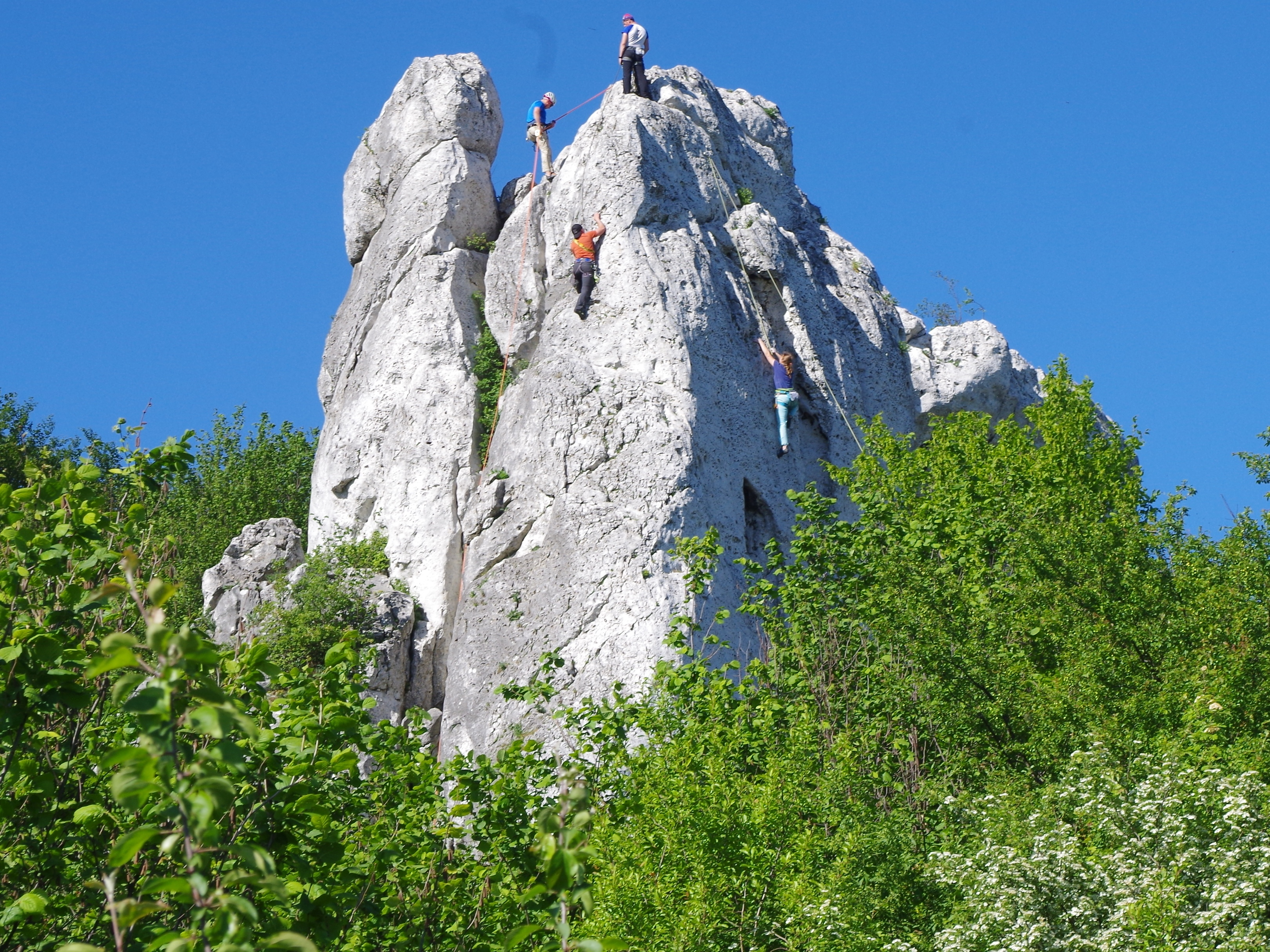
Wspinacze na Wielkiej Baszcie

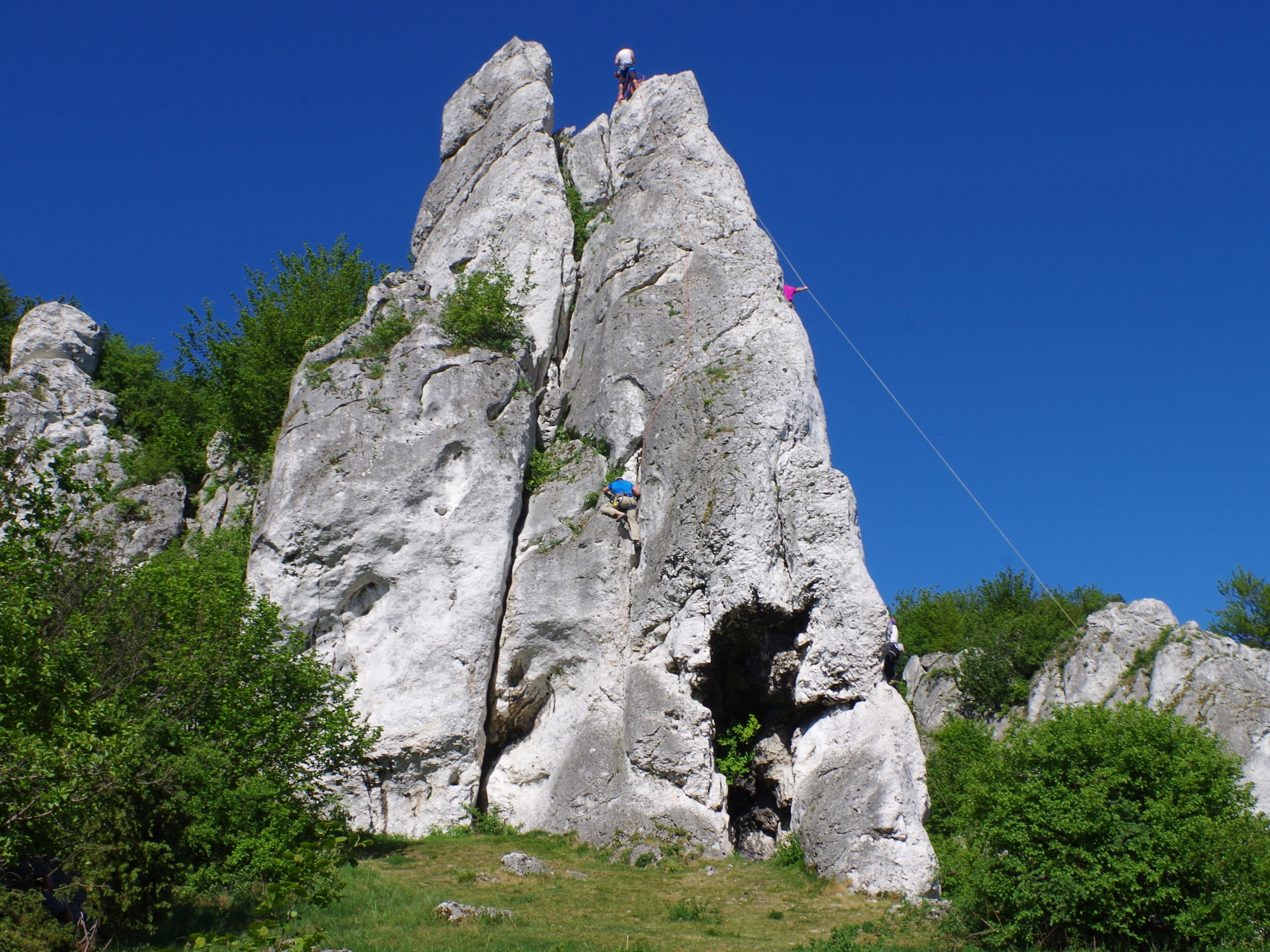
Wspinacze na Wielkiej Baszcie

Wielka Baszta – skała na Wyżynie Częstochowskiej w miejscowości Rzędkowice w województwie śląskim, w powiecie zawierciańskim, w gminie Włodowice. Jest jedną ze Skał Rzędkowickich. Na mapie Geoportalu opisywana jest jako Skała Pszczelna. Znajduje się na terenie otwartym, pomiędzy Turnią Lechwora i Brzuchatą i jest z nimi złączona. Wielka Baszta stanowi w tej grupie skalnej najbardziej na południe wysuniętą, narożną turnię.
Zbudowana jest z wapieni i ma wysokość 24 m. Jest połoga, pionowa lub przewieszona i znajdują się w niej takie formacje skalne jak: komin, filary i zacięcia. U podnóża znajduje się spore schronisko. Ściany wspinaczkowe o wystawie północno-zachodniej, wschodniej, północno-wschodniej, południowej i południowo-zachodniej. Poprowadzili na niej 17 dróg wspinaczkowych o trudności od II do VI.6 w skali Kurtyki. Najdłuższa z tych dróg ma długość 18 m. Na większości zamontowano stałe punkty asekuracyjne: ringi (r) i stanowiska zjazdowe (st).

Wielka Baszta
1. Pierwsza lepsza; 2r + st, V, 15 m
2. Parada ringów; 4r + st, VI.2, 15 m
3. Wykrzyknik; 3r + st, VI.4, 15 m
4. Pytajnik; 4r + st, VI.1+, 15 m
5. Pierwsza wielka; 2r + ST IV+
6. Shigella; 3r + st, V
7. Fenyloketonuria; 4r + st, VI

Wielka Baszta II
1. Pytajnik; 3r + st, VI.1+, 15 m
2. Prostowanie pytajnika; 3r + st, VI.2, 15 m
3. Najtrudniejsza rysa świata; VI.3, 15 m
4. Wino dzikiej róży; 8r + st, VI.2+/3, 24 m
5. Dekadencki filarek; 6r + st, VI+, 24 m
6. Wierność; st, VI+, 24 m
7. Wielkie zacięcie; 2r VI-, 24 m
8. Wariant filara; 2r, V, 24 m
9. Nieczystość; VI-, 24 m
10. Czystość; 4r, VI.1+, 24 m[3].